# The Frog Prince
The Frog Prince of Cannon Movie Tales: The Frog Prince is een Amerikaans-Israëlische musicalfilm uit 1986.
De film is gebaseerd op het sprookje De kikkerkoning van de Gebroeders Grimm. Actrice Aileen Quinn (die bekend is van haar rol van Annie in de gelijknamige film) speelt in deze film de hoofdrol, andere acteurs die meespelen zijn John Paragon, Clive Revill en Helen Hunt.

## Rolverdeling
| Acteur           | Personage                  |
| ---------------- | -------------------------- |
| Aileen Quinn     | Princess Zora              |
| Helen Hunt       | Princess Henrietta         |
| John Paragon     | Ribbit / Prince of Freedly |
| Clive Revill     | King William               |
| Seagull Cohen    | Dulcey                     |
| Eli Gorenstein   | Cook                       |
| Shmuel Atzmon    | Baron Von Whobble          |
| Jeff Gerner      | Emissary                   |
| Aaron Kaplan     | Page                       |
| Moshe Ish-Kassit | Sleeping Guard             |